# Крапанка
Крапанка (от укр. крапка – «точка») или капанка — один из четырех основных видов расписных пасхальных яиц, наряду с крашенкой, дряпанкой и писанкой (иногда писанками называют в целом все расписанные яйца). Каждый из этих видов имеет свою систему росписи. Традиционная технология изготовления крапанки относительно проста по сравнению с изготовлением писанок. Для изготовления крапанки, зачерпнув воск, покрывают им только те места, которые должны остаться незакрашенными. После этого яйцо погружают в самую светлую краску, чаще всего розовую. После высыхания краски поверхность яйца покрывают восковыми крапинками, которые затем останутся жёлтыми. Если нужно оставить зелёные пятнышки, то обмакнув спичку в зелёнку, рисуют зелёные пятнышки, которые покрывают воском. Затем яйцо погружается в красный краситель. На красной краске наносят воск на те места, которые должны быть красными. В заключение общий фон окрашивают какой-то тёмной краской, чаще вишнёвой. После этого яйцо кладут в не очень горячую духовку или печь. После того, как воск размякнет, его осторожно вытирают мягкой тканью.